# Brdo (gmina Šentjur)
Brdo – wieś w Słowenii, w gminie Šentjur. W 2018 roku liczyła 68 mieszkańców.